# Sartorius Point
Der Sartorius Point (in Argentinien Punta Sartorio) ist eine Landspitze an der Südküste von Greenwich Island im Archipel der Südlichen Shetlandinseln. Sie liegt 3 km östlich des Ephraim Bluff.
Die ersten Robbenjäger in den Gewässern um die Südlichen Shetlandinseln in den frühen 1820er Jahren benannten die Landspitze ursprünglich als Point Hardy. Später wurde diese inkorrekterweise auf den östlich gelegenen Fort Point übertragen. Um Verwechslungen mit Objekten gleicher Benennung zu vermeiden, entschied sich das UK Antarctic Place-Names Committee 1961 zu einer Neubenennung. Vorlage dafür ist die Benennung von Greenwich Island als Sartorius Island durch den britischen Seefahrer James Weddell, deren Namensgeber der britische Admiral George Sartorius (1790–1885) ist.